# Jackson Richardson
Jackson Richardson (født 14. juni 1969 på Réunion) er en tidligere fransk håndboldspiller. Hans sidste klub som aktiv var den franske ligaklub Chambéry Savoie. Han spillede tidligere for blandt andet tyske TV Großwallstadt og spanske Portland San Antonio. Med sidstnævnte vandt han Champions League i 2001.

## Landshold
Richardson var i årevis en vigtig del af det franske landshold og var med til at vinde guld ved både VM i 1995 og VM i 2001. Han nåede i alt at spille 417 kampe og score 775 mål for det franske landshold. 